# Championnat d'Europe de skeleton 1986
Navigation
Édition précédente Édition suivante
Le championnat d'Europe de skeleton 1986, sixième édition du championnat d'Europe de skeleton, a lieu en 1986 à Saint-Moritz, en Suisse. Il est remporté par le Suisse Nico Baracchi devant l'Autrichien Andi Schmid et le Suisse Erich Graf.